# 중문동
중문동(中文洞)은 제주특별자치도 서귀포시의 행정동이다. 법정동 대포동, 중문동, 하원동, 회수동을 관할한다. 면적은 56.44km2이며, 인구는 2011년 3월 31일을 기준으로 3,453세대, 8,913명이다.

## 개요
중문동은 법률 제3425호(1981년 4월 13일 공포)에 의해 남제주군 서귀읍과 중문면을 통합하여 서귀포시를 설치(1981년 7월 1일)할 때 이루어진 12개 동 중 하나로, 중문동(옛 중문리)과 대포동(옛 대포리), 하원동(옛 하원리), 회수동(옛 회수리)을 통합하여 만든 동이다.

## 법정동
- 중문동(中文洞)
- 대포동(大浦洞)
- 하원동(河源洞)
- 회수동(廻水洞)

## 관광
- 강정천유원지
- 닥종이인형박물관
- 대포주상절리
- 소인국테마파크
- 아프리카박물관
- 여미지식물원
- 외돌개
- 정방폭포
- 제주국제컨벤션센터
- 제주국제평화센터
- 제주워터월드

## 교육
- 중문초등학교
- 하원초등학교 (하원동)
- 중문중학교
- 중문고등학교

## 아파트
| 단지명             | 건설사                  | 시행사       | 주소               | 입주        | 비고 |
| ------------------ | ----------------------- | ------------ | ------------------ | ----------- | ---- |
| 중문 푸른마을 주공 | 계룡건설산업 삼정건설㈜ | 대한주택공사 |                    | 2003년 5월  |      |
| e편한세상 중문     | 대림코퍼레이션 ㈜삼호   | ㈜우케이     | 일주서로731번길 10 | 2021년 6월  |      |
| 중문 포레나        | 한화㈜ 건설부문         |              |                    | 2023년 6월  |      |
| 중문 오네뜨 오션힐 | 남해종합건설㈜          |              |                    | 2016년 12월 |      |